# Jorge Gibram Sobrinho
Jorge Gibram Sobrinho (Campo Belo, 20 de agosto de 1926 - 13 de dezembro de 1997) foi um industrial, advogado e político brasileiro do estado de Minas Gerais. Filho de Gibran Chequer e Maria Bauab Gibran.
Jorge Gibram foi vereador no município de Três Corações (1973-1976) e deputado estadual constituinte de Minas Gerais na 11ª legislatura (1987-1991), pelo PMDB.

Em 1990, licenciou-se para ocupar o cargo de secretário de Estado de Ciência, Tecnologia e Meio Ambiente no Governo Newton Cardoso.